# نبطیه فوقا
نبطیه فوقا (به عربی: النبطیة الفوقا) یک منطقهٔ مسکونی در لبنان است که در شهرستان نبطیه واقع شده‌است.